# Chlorodrepana rothi
Chlorodrepana rothi är en fjärilsart som beskrevs av W. Warren 1899. Chlorodrepana rothi ingår i släktet Chlorodrepana och familjen mätare. Inga underarter finns listade i Catalogue of Life.